# Żerebki (rejon cudnowski)
Żerebki – wieś na Ukrainie w rejonie cudnowskim obwodu żytomierskiego.